# Collège jésuite de Raguse (Dubrovnik)
Le Collège jésuite de Raguse (aujourd’hui Dubrovnik) (en latin Collegium ragusinum), était un établissement jésuite d’enseignement secondaire sis au cœur de l’ancienne ville de Raguse, capitale de la république de Raguse (aujourd’hui Croatie). Fondé en 1658 il passa en d’autres mains lorsque la Compagnie de Jésus fut supprimée (1773). Son église Saint-Ignace est aujourd’hui église paroissiale.

## Histoire
Le père Nicolas Bobadilla, un des premiers compagnons d’Ignace de Loyola, visita Raguse en 1558 et y demeura deux ans . Il fallut attendre cependant un siècle avant qu’un établissement d’enseignement s’y installe. En 1658 le premier collège jésuite dans la république de Raguse ouvre ses portes. L’attitude de la République, longtemps vassale de l’empire ottoman ne permit pas aux Jésuites de s‘y implanter plus tôt. Le déclin graduel de l’influence ottomane autorise l’ouverture d’un collège en 1658 grâce à la libéralité d’un philosophe et théologien local, Marin Gundulić, appartenant à une famille éminente de la ville, qui mourut en 1647.
En avril 1667 un grave tremblement de terre dévaste la ville de Raguse (Dubrovnik) et détruit les bâtiments du collège à peine achevé : 293 étudiants y perdent la vie. Un nouveau complexe est construit sur les plans de l’architecte et artiste jésuite Andrea Pozzo, alors réputé pour sa décoration artistique de l’église Saint-Ignace de Rome. La construction de l’église commence en 1699 et s’achève en 1725.
Dans les années 1730, l’architecte sicilien Pietro Passalacqua (1690-1748), également architecte des façades de la basilique Sainte-Croix-de-Jérusalem et 'Santa Maria Annunziata in Borgo' à Rome, dirigea une rénovation des bâtiments du collège et construisit les escaliers qui, de la place supérieure (place Saint-Ignace) descendent vers la place Gundulić : il est inspiré par le monumental ‘escalier de la Trinité-des-Monts’ de la place d’Espagne, à Rome, créé une décennie plus tôt par Francesco De Sanctis. Dans le même temps, le peintre Gaetano Garcia décore l’abside de l’église de fresques célébrant saint Ignace.
En conséquence de la suppression de la Compagnie de Jésus (1773) les Jésuites doivent quitter l’établissement dont les bâtiments reçoivent au cours du XIXe siècle d’autres affectations. Le collège devient d’abord un établissement d’enseignement sous la direction du clergé local qui, en 1778, remplace l’inscription  ‘Collegium Societatis Iesu’ (en haut de l’escalier des Jésuites’) par ‘Collegium Rhagusinum’ en laissant inchangée la date inscrite [MDCCLXXV, pour 1765] (aujourd'hui partiellement endommagé). Le collège est ensuite dirigé par les pères Piaristes, jusqu’en 1868. Puis ce fut un hôpital militaire, puis un séminaire catholique...
En 1941 le collège diocésain (qui occupe encore les lieux) y est ouvert. L’institution d’enseignement secondaire est placée sous le patronage de 'Ruđer Bošković', célèbre mathématicien jésuite du XVIIIe siècle.  Le bâtiment abrite également le séminaire diocésain du diocèse de Dubrovnik  The gymnasium has been referred to as "the best high school in Dubrovnik.".  
Le ‘collegium ragusinum’ des Jésuites - «le plus bel ensemble de bâtiments baroques de Dubrovnik et de toute la Dalmatie», pour beaucoup [1] - est considéré comme le précurseur (et initiateur) de toute éducation supérieure et universitaire à Dubrovnik. L‘université de Dubrovnik, au début du XXIe siècle choisit de représenter l’escalier des  jésuites’ (conduisant au portail du collège) sur son logo de 2003 avec référence au ‘collegium ragusinum’.  
Par contre l’église de l’ancien collège est devenue paroissiale sous le même vocable de saint Ignace de Loyola.

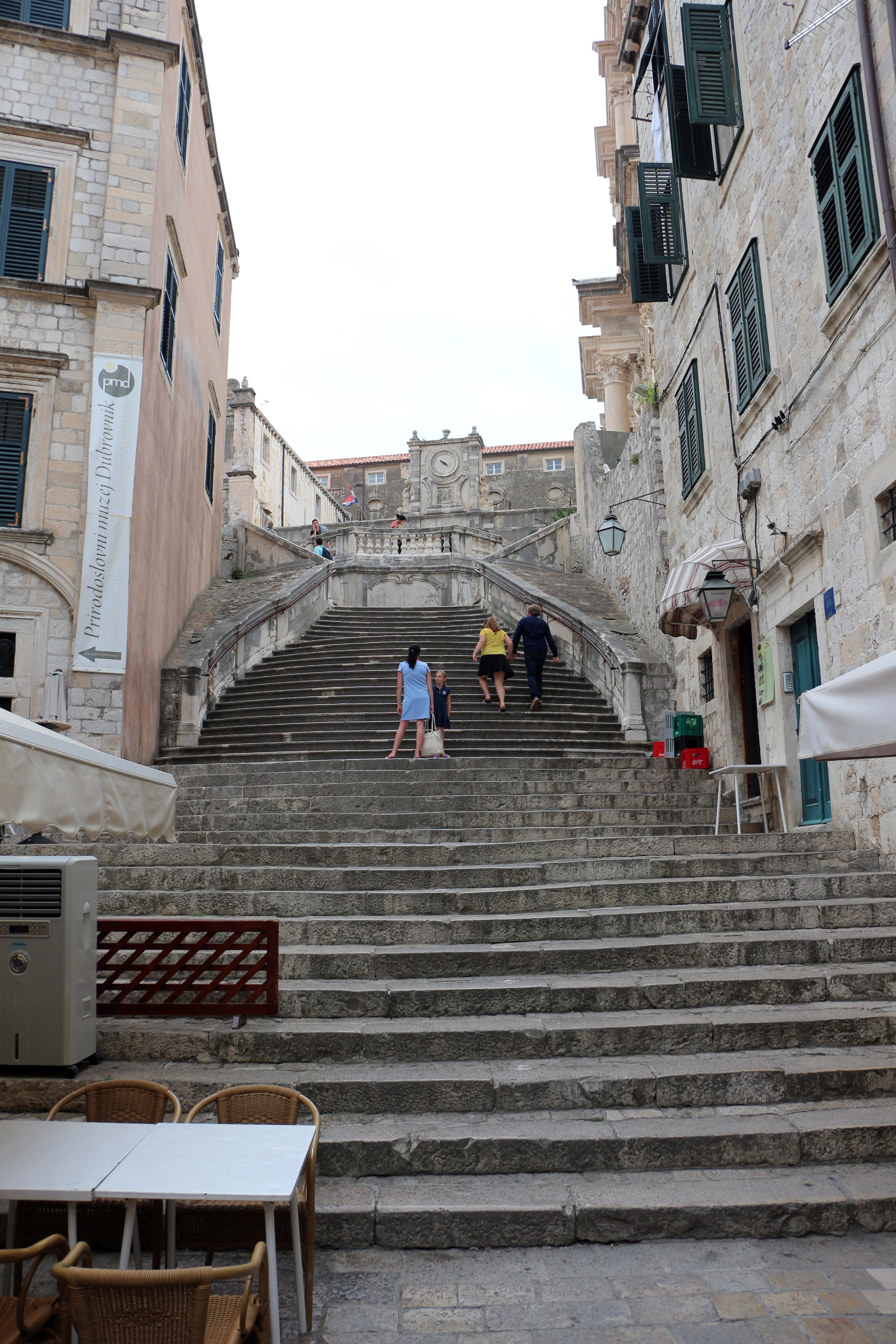
l'escalier jésuite montant vers la place et le collège, à Dubrovnik

## Description
Le complexe académique occupe un emplacement de premier plan sur le côté sud de la vieille ville de Dubrovnik, avec ses murs méridionaux en bordure immédiate et surplombant la mer Adriatique. Les bâtiments du collège et l’église Saint-Ignace sont disposés autour d’une place qui était connue sous le nom de ‘place des Jésuites’ (en croate: Poljana na Jezuvitima) jusqu’en 1930 et fut ensuite été rebaptisée ‘place Boscovich’ en l’honneur de l’ancien élève le plus célèbre de l’ancien collège, Roger Joseph Boscovich, lui-même jésuite. Un escalier monumental connu sous le nom d’escalier jésuite (croate: skale od jezuita) la relie à la place centrale Gundulić. 
Une plaque sculptée et datée de 1481 montrant des anges tenant le christogramme YHS médiéval au-dessus d’une inscription latine invoquant la protection de Jésus-Christ [5], a été placée bien en évidence à la base de l’escalier menant au portail du collège. Elle provient presque certainement d’un édifice religieux détruit lors du tremblement de terre de 1667. Elle peut être considérée comme un précurseur de l’iconographie jésuite traditionnelle, très friande du symbole ‘IHS’. Elle provient peut-être de l’église de Sainte-Lucie qui se trouvait au départ de l’escalier des Jésuites.

## Personnalité
- Roger Joseph Boscovich, prêtre jésuite et éminent mathématicien et astronome y fut étudiant, au XVIIIe siècle.

## Souvenir
- En 2008 la Croatie émit un timbre-poste à l’occasion du 350e anniversaire de la fondation du ‘collegium ragusinum’ de Dubrovnik.